# Paradidyma contigua
Paradidyma contigua là một loài ruồi trong họ Tachinidae.